# Rodolphe-Maurice Arlaud
Pour les articles homonymes, voir Arlaud.
Rodolphe-Maurice Arlaud, né le 18 juillet 1911 à Genève en Suisse et mort le 2 février 2002 à Carpentras en France, est un journaliste, scénariste et dialoguiste suisse.

## Biographie

### Famille
Surnommé « Harry » par ses proches, Rodolphe-Maurice Arlaud est le père de Yan Arlaud, décorateur de cinéma, et le grand-père du comédien Swann Arlaud.

### Carrière
Rodolphe-Maurice Arlaud travaille d'abord comme éditeur-photographe avec son père à Genève, avant d'aller à Paris suivre les cours de Charles Dullin à l'école du théâtre de l'Atelier à la fin des années 1920. Il ne deviendra pourtant jamais comédien, mais journaliste et critique, notamment à Opéra et Combat dans l'immédiat après-guerre, utilisant le pseudonyme « Jean Pelleautier » pour signer dans Combat.
Rodolphe-Maurice Arlaud se tourne ensuite vers l'adaptation et l'écriture de scénario dans les années 1950. Devenu présentateur de l'émission Le Cinéma et ses hommes de 1961 à 1964, il réalise aussi plusieurs dramatiques radiophoniques et télévisées en France et en Suisse, dont Derniers Témoins (1978), Changements de décors (1980) et Marie-la-Louve (1990). Il est aussi connu pour avoir écrit les scénarios de Maigret tend un piège, La Bête à l'affût et Maigret et l'Affaire Saint-Fiacre.
Il est membre du jury au Festival de Cannes en 1979. Au début des années 1980, il se retire en France à Venasque, près de Carpentras où il meurt en 2002.

## Filmographie

### Cinéma
- 1957 : Mademoiselle et son gang de Jean Boyer
- 1958 : Maigret tend un piège de Jean Delannoy
- 1959 : La Bête à l'affût de Pierre Chenal
- 1959 : Maigret et l'Affaire Saint-Fiacre de Jean Delannoy
- 1960 : Les Canailles
- 1962 : Climats de Stellio Lorenzi
- 1963 : Vénus impériale de Jean Delannoy
- 1963 : Rififi à Tokyo de Jacques Deray
- 1964 : Les Aventures de Salavin de Pierre Granier-Deferre (adaptation des dialogues)
- 1966 : Paris au mois d'août de Pierre Granier-Deferre

### Télévision
- 1968 : Gorri le diable (téléfilm) de Jean Goumain et Pierre Neurisse
- 1982 : La Chambre (téléfilm) de Yvan Butler